# Victoria Cuenca
Victoria Cuenca fue una actriz y vedette de cine y teatro argentina.

## Carrera
Junto a su hermana Ángela Cuenca brilló en el género del varieté porteño en numerosas compañías teatrales encabezadas por primeras figuras del país como Tita Merello, Perla Mary, Héctor Quintanilla y José Otal. Fue una destacada segunda vedette y triple del Teatro Maipo en donde incursionó extensamente en el teatro de revistas con compañías como la de Ivo Pelay, Pepe Arias y Marcos Caplán - Pepita Muñoz.
Ya en la década del '40 incursiona en la época del cine argentino con roles de actriz de reparto. Su primera aparición fue 1940 con la comedia Hay que educar a Niní, con la primera actriz cómica Niní Marshall y los debut cinematográficos de Mirta Legrand y Silvia Legrand. Y se despidió con Napoleón junto a Pepe Arias.

## Cine
- 1940: Hay que educar a Niní.
- 1941: Orquesta de señoritas.
- 1941: Historia de una noche.
- 1941: Napoleón.

## Teatro
- 1928: Bertoldo, Bertoldino y el otro
- 1928: Juventud, divino tesoro,  Pierre Clarel, Azucena Maizani, Ángela Cuenca, Perlita Grecco, Carmen Olmedo, Violeta Desmond y Lidia Desmond.
- 1928: Estrellas de fuego.
- 1928: Vértigo, revista encabezada por las hermanas Laura Pinillos y Victoria Pinillos.
- 1933: Yo me quiero divorciar.
- 1934: Quisiera que tu me odiaras, con la Compañía Argentina de Revistas y Espectáculos Musicales, junto a Marcos Caplán, Pedro Quartucci, Laura Hernández, Eloy Álvarez, Juan de Casenave, Chola Asencio, Amelia Padrón y Clara Rubín.
- 1935: La ley de la villa junto a Elena Lucena, Severo Fernández, Pablo Palitos y las 16 Criollitas del Buenos Aires.
- 1938: Good Bye, ¡Obelisco!.
- 1938: La voz del Maipo (estación de onda corta).
- 1938: Il barbiere de La Plata.
- 1940: La gran vida de Pepe Arias, encabezado por el capocómico Pepe Arias, y Alicia Barrié, Lely Morel, Alicia Vignoli, José Otal, Héctor Quintanilla, entre otros.
- 1944: ¡Spaghetti House!, en el Teatro Apolo, con Herminia Franco, Tito Lusiardo, Tono Andreu, Vicente Formi, Vicente Forastieri, Beba Bidart, y Ramón Garay.
- 1945: ¡Los Muchachos Quieren Volver!, estrenado en el Teatro El Nacional con Vicente Formi, Mabel Miranda, Nené Cao, Carmen del Moral, Carlos Castro, Roberto García Ramos, Jesús Gómez y Ramón Garay.
- 1945: Está… Tutto Listo!, en el Teatro El Nacional.[3]
- 1945: La futura presidencia: El pueblo quiere saber de lo que se trata con Margarita Padín, Alberto Castillo, Adolfo Stray, Gogó Andreu, Vicente Forastieri, Ramón Garay, Alberto Dalbés y Antonio De Bassi.
- 1946: Hay ensueños que son mulas! junto a la "Compañía Argentina de Grandes Revistas", con Marcos Caplán, Sofía Bozán, Mario Fortuna y Thelma Carló.
- 1946: ¡Que frío andar sin saco!